# بنگاه هوایی ارتش ایالات متحده آمریکا
بنگاه هوایی، ارتش ایالات متحده (به انگلیسی: Air Service, United States Arm) پیشگام نیروی هوایی ایالات متحده امریکا در طی جنگ جهانی اول و پس از آن بود.